# Vanda Gerlovič
Vanda Gerlovič, slovenska sopranistka, operna in koncertna pevka, * 25. maj 1925, Brežice, † 22. november 2001, Ljubljana.

## Življenje in delo
Solopetje je študirala v Ljubljani pri Pavli Lovšetovi, Jeanetti Foedersperg, Zlati Gjungjenac, Bogu Leskovicu in na Dunaju pri Elisabethi Rado-Danielli. Od leta 1950 do upokojitve je bila solistka ljubljanske Opere SNG, hkrati pa gostovala po odrih po Avstriji, Bolgariji, Jugoslaviji, Nizozemski in Sovjetski zvezi. Bila je mehak dramski sopran nenavadne lepote, na opernih deskah je poustvarila celo vrsto klasičnih sopranskih vlog, posebej se je uveljavila v likih demonskih in negativnih junakinj. Za svojo operno poustvarjalnost je leta 1963 prejela nagrado Prešernovega sklada, leta 1979 pa še Prešernovo nagrado.
Bila je sestra Alenke Gerlovič.